# Anaclasis
Een anaclasis (Grieks ἀνάκλασις / anaklasis: breking) is in de dichtkunst het gebruik van een enkele afwijkende metrische voet in een verder regelmatig metrisch patroon.
Als het metrum niet incidenteel maar systematisch afwijkend wordt toegepast, zoals bij de 'hinkjambe', waarbij de laatste van een reeks jambes systematisch vervangen wordt door een trochee of een spondee, dan spreekt men van antimetrie. Als een vers helemaal geen regelmatig metrum heeft, dan wordt gesproken van een knittelvers.